# كورتيس مادوكس
كورتيس مادوكس (بالإنجليزية: Curtis Maddox)‏ هو مدرب كرة سلة أمريكي، ولد في 10 سبتمبر 1935 في غرينوود في الولايات المتحدة، وتوفي في 21 أغسطس 2018.